# Otochrysa bicolor
Otochrysa bicolor är en tvåvingeart som beskrevs av Lindner 1938. Otochrysa bicolor ingår i släktet Otochrysa och familjen vapenflugor.
Artens utbredningsområde är Kongo. Inga underarter finns listade i Catalogue of Life.